# Jesus Varela
Jesus Y. Varela (* 18. Dezember 1927 in Bacolod City; † 23. Februar 2018 in Pasay) war ein philippinischer Geistlicher und römisch-katholischer Bischof von Sorsogon.

## Leben
Jesus Y. Varela empfing am 17. März 1956 die Priesterweihe.
Papst Paul VI. ernannte ihn am 28. März 1967 zum Weihbischof in Zamboanga und Titularbischof von Tatilti. Der Erzbischof von Caceres, Teopisto Valderrama Alberto, spendete ihm am 30. April desselben Jahres die Bischofsweihe; Mitkonsekratoren waren Mariano Gaviola y Garcés, Bischof von Cabanatuan, und Julio Xavier Labayen OCD, Prälat von Infanta. 
Am 17. Februar 1971 wurde er zum Bischof von Ozamis ernannt. Am 27. November 1980 wurde er durch Papst Johannes Paul II. zum Bischof von Sorsogon ernannt. Am 16. April 2003 nahm Johannes Paul II. sein altersbedingtes Rücktrittsgesuch an.